# Sisperonemia
Sisperonemia is een geslacht van wantsen uit de familie van de Tingidae (Netwantsen). Het geslacht werd voor het eerst wetenschappelijk beschreven door Duarte Rodrigues in 1987.

## Soorten
Het genus bevat de volgende soort:

- Sisperonemia yeboana (Duarte Rodrigues, 1979)